# Lydia Vissarionovna Zvereva
Lydia Vissarionovna Zvereva (russe : Лидия Виссарионовна Зверева) née Lydia Lebedeva en 1890 à Saint-Pétersbourg et morte le 28 mai 1916 à Pétrograd, est une aviatrice russe.

## Biographie
Lydia Zvereva trouve sa vocation en s'inspirant des exploits de la première aviatrice française, Élise Deroche et obtient son brevet de pilote no 31 à l'Aéroclub impérial de Russie le 10 août 1911,. Elle est officiellement la première femme à recevoir un brevet de pilote émanant de l'Aéroclub impérial russe et pilote un Farman et  la huitième au monde.
Elle se marie avec Vladimir Viktorovitch Slioussarenko, puis effectue des vols de démonstration en Livonie, en Courlande, à Bakou et Tiflis.
Dès 1914, elle participe à la construction des avions de combat russes avec son mari.
Elle meurt le 28 mai 1916 à Petrograd, du typhus. Elle repose au cimetière Saint-Nicolas de Saint-Pétersbourg.

## Vie privée
À l'âge de 17 ans Lydia Lebedeva se marie avec l'ingénieur Ivan Sergueïevtch Zverev, dont elle portera le nom de famille. Son mari décède deux ans plus tard.
Elle se marie ensuite avec Vladimir Slioussarenko (ru) (1888-1969), aviateur et concepteur d'avions russe, collègue d'Igor Sikorsky. Le couple habite au no 6, rue Petropavlovskaïa à Saint-Pétersbourg. Après la mort de son épouse, en 1917, Slioussarenko émigre en Australie.